# Мистер Вампир 3
«Мистер Вампир 3» (иер. трад. 靈幻先生, англ. Mr. Vampire III) — гонконгская комедия 1987 года, снятая режиссёром Рики Лау. Главные роли в фильме исполнили Лам Чинъин, Билли Лау и Ричард Нг. 
Фильм является продолжением серии про цзянши и даосского священника с монобровью. Годом ранее в прокат вышел «Мистер Вампир 2», в 1985 году — «Мистер Вампир».

## Сюжет
Непутёвый даосский священник Дядя Мин (Ричард Нг) со своими цзянши (Дэвид Луи и Хо Кин-вай) приходит в город, на который совершает набеги группа бандитов, обладающих сверхъестественными способностями. Головорезов возглавляет могущественная злая знахарка (Полин Вонг). Девятый Дядя (Лам Чинъин) и Дядя Мин объединяют свои силы, чтобы противостоять Леди-дьяволице и её приспешникам.   

## В ролях
- Лам Чинъин — Девятый Дядя, даосский священник с седыми волосами и монобровью
- Ричард Нг[англ.] — Дядя Мин, непутёвый даосский священник
- Билли Лау[англ.] — Капитан Чанг, ученик Девятого Дяди
- Дэвид Луи — Большой Пао, цзянши-мужчина Дяди Мина
- Полин Вонг — Леди-дьяволица, могущественная злая знахарка
- Чоу Гам-конг — Шоу, один из одержимых мужчин
- Тэм Ятчин — Владелец дома с привидениями
- Хо Кин-вай — Маленький Пао, цзянши-ребёнок Дяди Мина
- Чунг Винг-чунг — Орлиная Голова, один из бандитов
- Ка Ли — Горожанин
- Баан Юн Сан — Те, ученик Девятого Дяди, убитый Леди-дьяволицей
- Ли Чи-гит — Фу, один из одержимых мужчин
- Чу Тау — Дикий Кабан, один из бандитов
- Гам Биу — Пьяный деревенский житель
- Пан Юн Чен — Горожанин
- Сиу Хун Муа — Призрак женщины в кувшине с вином, которого Дядя Мин выпустил на свободу
- Ип Со — Призрак в доме с привидениями
- Саммо Хун — Хунг, гость на дне рождения Девятого Дяди
- Ву Ма[англ.] — Гость на дне рождения Девятого Дяди
- Кори Юен[англ.] — Гость на дне рождения Девятого Дяди
- Тедди Йип — Гость на дне рождения Девятого Дяди

## Сиквелы
В 1980-1990-е годы вышел целый ряд сиквелов и картин, в которых были задействованы цзянши: «Мистер Вампир 4» (1988), «Вампир против Вампира» (1989), «Волшебный Полицейский» (1990), «Встречи с привидениями 2» (1990), «Мистер Вампир 1992» (1992).